# Carex brizoides
La carice brizolina (Carex brizoides L.) è una pianta erbosa della famiglia Cyperaceae, che vive nelle regioni temperate dell'Europa e dell'Asia minore.

## Descrizione
Questa carice è un'erba alta da 30 a 70 cm, con colore che può variare dal bianco-verde al giallo-marrone. Spesso cresce formando un tappeto erboso ampio e denso. In questo stato, le carici sembrano un mare ondeggiante, che ha ispirato il nome tedesco di questa pianta (seegras o zeegras, mare d'erba). Il fusto è di forma triangolare, con tre spigoli vivi.
Il periodo di fioritura va da maggio a giugno. Le infiorescenze sono sciolte, con i tegumenti prima di un marrone lucido e dalla pelle bianca, poi giallo paglierino e rugosi. Le spighette sono di colore giallo con sei o otto pale e sono strettamente lanceolate, lunghe 8–10 mm, di solito curve verso l'esterno o verso il basso.

## Distribuzione e habitat
La carice brizolina è diffusa in gran parte dell'Europa e in Turchia.
In Italia è comune in Liguria, Lombardia, Piemonte, Veneto e Trentino-Alto Adige.
Si può trovare in boschi di conifere, macchie, costoni, margini di foresta vicino all'acqua, in zone umide e in terreni incolti, ma anche in boschi di latifoglie. Cresce in ambiente fresco e umido, su terreni sia fertili sia sabbiosi e poveri di nutrienti.

## Usi
In passato, seccata e sfibrata, è stata molto usata come materiale da imbottitura nelle zone alpine e prealpine dell'Italia, come anche in Svizzera e nella parte sud-ovest della Germania. In alcuni boschi della valle del Reno, durante le guerre mondiali e in ultimo durante la guerra di Corea, il reddito dall'uso di quest'erba superò quello da legname. La carice è stata usata anche al posto della canapa, per fare corde; la fibra della carice, se filata, si arriccia ed era molto migliore della paglia, usata prima dai contadini, per imbottire materassi.